# Часовая позиция

Двенадцать часовых позиций

Часовая позиция — относительное расположение объекта (от условного центра), описываемое по аналогии с двенадцатичасовым циферблатом часов. Для этого нужно представить, что циферблат стоит или лежит перед вами, а 12-часовая отметка направлена вверх или прямо от вас.
Соответственно, 12 часов означает расположение выше или впереди, 3 часа — справа, 6 часов — ниже или позади, 9 часов — слева. Другие восемь часовых отметок относятся к промежуточным положениям.
В стрельбе с помощью такой терминологии определяется положение пробоины относительно центра мишени. Например, «восьмерка на 5 часов» или «тройка на 11 часов». Это позволяет следящему в зрительную трубу корректировщику сообщать стрелку о результате предыдущего выстрела для внесения поправки.
В авиации часовая позиция относится к горизонтальному направлению и может быть дополнена словами сверху или снизу для описания вертикального направления. Так, «6 часов сверху» означает положение позади и над горизонтом, а «12 часов снизу» — впереди и ниже горизонта.

## В медицине
С целью унифицированной регистрации топографии патологических изменений, выявленных при ректороманоскопии и осмотре заднего прохода и промежности, принято использовать схему циферблата часов. Условно окружность заднего прохода разделяют на зоны, соответствующие обозначениям циферблата часов, проецируемых в положении, при котором отметка «12 часов» будет расположена по мошоночному шву или половой щели, а отметка «6 часов» — по анокопчиковой линии (при положении тела больного на спине). При этом обозначение «9 часов» будет справа от ануса, а «3 часа» — слева. Линия, соединяющая их, условно проходит через середину заднепроходного отверстия и разделяет его на переднюю и заднюю полуокружности.
Подобное топографирование применяется также в гинекологии при описании стенок влагалища и маточного зева, в офтальмологии при описании радужной оболочки и т. д.

## Использование в художественной культуре
Оригинальное название фильма «Вертикальный взлёт» (англ. Twelve O'Clock High) проистекает из этой аналогии и означает «12 часов сверху».